# تپه کردآباد شماره ۵
تپه کرد آباد شماره ۵ مربوط به سده‌های اولیه و میانه دوران‌های تاریخی پس از اسلام است و در شهرستان کبودرآهنگ، بخش مرکزی، دهستان حاجیلو، شرق روستای کردآباد واقع شده و این اثر در تاریخ ۷ اسفند ۱۳۸۶ با شمارهٔ ثبت ۲۱۵۹۸ به‌عنوان یکی از آثار ملی ایران به ثبت رسیده است.